# Leif Skiöld
Leif Skiöld (* 28. Juli 1935 in Nynäshamn; † 27. Oktober 2014) war ein schwedischer Fußball-, Eishockey- und Bandyspieler. Der Stürmer gewann in der Allsvenskan-Spielzeit 1962 den Titel des Fußball-Torschützenkönigs und debütierte im selben Jahr in der schwedischen Fußballnationalmannschaft.

## Werdegang
Skiöld begann mit dem Sport in seinem Heimatort Nynäshamn. Bei Nynäshamns IF durchlief er die diversen Jugendmannschaften, ehe er im Alter von 15 Jahren in der ersten Fußballmannschaft des Klubs debütierte. Dort fiel er den Verantwortlichen des mehrfachen Landesmeisters AIK auf. Diese verpflichteten den Nachwuchsspieler im Sommer 1954 für die Eishockey- und Fußballmannschaft, während er weiterhin für die Bandymannschaft des Nynäshamns IF auflief.
Bei AIK spielte Skiöld zunächst hauptsächlich Eishockey und kam im Mai 1955 für die Fußballmannschaft zu seinem Debüt in der Allsvenskan. Parallel entwickelte er sich anschließend in beiden Sportarten zum Stammspieler. Als regelmäßiger Torschütze gehörte er Ende der 1950er Jahre zu den besten Stürmern der Allsvenskan und war bester vereinsinterner Torschütze. Im Laufe des Jahres 1959 kam es zum Zerwürfnis mit AIK, da er sich nicht auch noch der Bandymannschaft anschließen wollte.
Skiöld wechselte daher Anfang 1960 zu Djurgårdens IF, wo er ebenfalls parallel Eishockey und Fußball spielte. Während er mit der Fußballmannschaft 1960 in die Allsvenskan aufstieg, gewann er mit der Eishockeymannschaft zwischen 1960 und 1963 viermal in Folge den schwedischen Meistertitel. In der Spielzeit 1962 kehrte er im Fußball zu alter Torgefährlichkeit zurück. Mit 21 Toren platzierte er sich an der Spitze der Torschützenliste der Allsvenskan und wurde im Laufe des Jahres darüber hinaus in die Nationalmannschaft berufen. Am 16. September des Jahres debütierte er an der Seite von Bengt Nyholm, Lennart Wing, Ingvar Svahn und Tom Turesson bei der 1:2-Niederlage gegen Norwegen im Nationaljersey und krönte seine Leistung mit dem Tor für Schweden. Bis zum Jahresende war er Stammspieler der Mannschaft und erzielte in insgesamt vier Spielen ebenso viele Tore. In der Spielzeit 1964 gewann er mit seinem Klub den Von-Rosens-Pokal für den schwedischen Landesmeister.
Nach Ende der Spielzeit 1965 verließ Skiöld nach 54 Erstligaspielen, in denen er 33 Tore erzielt hatte, den Stockholmer Klub und schloss sich als Spielertrainer IFK Luleå an. Nach einer Spielzeit ging er zu seinem Heimatverein Nynäshamns IF zurück, wo er vermutlich 1969 seine aktive Laufbahn beendete.
1968 machte Skiöld sich als gelernter Elektriker selbständig und gründete die Elservice Leif Skiöld AB.